# Hemileius tenuis
Hemileius tenuis är en kvalsterart som beskrevs av Aoki 1982. Hemileius tenuis ingår i släktet Hemileius och familjen Hemileiidae. Inga underarter finns listade i Catalogue of Life.